# Mikronezija
Ovaj se članak odnosi na veću regiju. Za nezavisnu državu vidite Federalne Države Mikronezije.
Mikronezija (grč. μικρος malen, νησος otok), naziv za otočne skupine u zapadnom i sjeverozapadnom dijelu Tihog oceana (Karolini, Marijani, otoci Marshall i Gilbert) i izolirane otoke Nauru i Banaba. Mikronezija je na zapadu omeđena Filipinima, Indonezijom na jugozapadu, Papuom Novom Gvinejom i Melanezijom na jugu, te Polinezijom na jugoistoku i istoku.

## Zemljopis i povijest
Mikronezija se sastoji od ukupno 1458 otoka površine 3420 km², većinom vulkanskog i koraljnog (atoli) podrijetla. Ti otočići raspršeni su preko čitavog zapadnog i sjeverozapadnog dijela Tihog oceana. Klima je tropska s čestim tajfunima. Na vulkanskim otocima nalaze se tropske šume. Uzgajaju se kokosove palme, tropsko i suptropsko voće i šećerna trska. Razvijen je ribolov. Na otocima Nauru i Banaba nalaze se ležišta fosfata, a na Karolinskim otocima boksita. Na području Mikronezije većinom žive Mikronezijci, a ima i Filipinaca, Indijaca i Kineza.
Jedino poznato carstvo koje je nastalo u Mikroneziji osnovano je na otoku Yap.
Mikronezija, jedna od tri glavna dijela Pacifičkih otočja (s Melanezijom i Polinezijom) obuhvaća više od 2000 otoka u Tihom oceanu istočno od Filipina i većim dijelom sjeverno od ekvatora. Mikronezija uključuje Zajednicu sjevernih Marijanskih otoka, Guam, Republiku Palau, Maršalovi otoci, Kiribate, Nauru i Savezne države Mikronezije. Otoci se prostiru na području od 2,732 m2. Mikronezija (grčki “mali otoci”) sastoji se većinom od atola i malih koraljnih otoka. Od nekoliko vulkanskih otoka, Guam je najveći, slijedi ga Babelthuap u Republici Palau.

### Države i otoci Mikronezije
Karolinska otočja, arhipelag u zapadnom Tihom oceanu, sastoji se od 963 otoka, atola i otočića te pokriva 1,165 km2. Bivši dio kolonije pacifičkih otoka pod upravom Sjedinjenih američkih država, Karolinska otočja su politički podijeljena na Savezne države Mikronezije i Republiku Palau. Savezne države Mikronezije se sastoje od četiri države: Chuuk (prijašnji Truk), Kosrae, Pohnpei (bivši Ponape), i Yap. Poljoprivreda i ribarstvo su glavne ekonomske aktivnosti na Karolinskom otočju. Proizvodi uključuju banane, manioke, kokosove orahe, slatke krumpire, tunjevinu i drugu ribu kao i ručni rad. 
Ruševine na pojedinim Karolinskim otocima upućuju na radu nastambu i mogući kontakt s kineskom civilizacijom. Španjolski moreplovci su posjećivali otoke na početku 16. stoljeća ali ih nisu kolonizirali pred kraj 19. stoljeća. Njemačka je kupila otoke od Španjolske 1899. godine. Tijekom Prvog Svjetskog rata, Japan u alijansi s Udruženim silama je okupirao otočje. 1920. g. Japan je primio nalog od Lige naroda da upravlja otocima. Tijekom drugog svjetskog rata (1939. – 1945.) neke od otoka (osobito Chuuk) jako su bombardirale snage SAD. 1947. g. otoci su stavljeni pod skrbništvo Ujedinjenih naroda i pod upravom SAD-a. 1979. g. svi su Karolinski otoci osim otočja Palaua ujedinjeni radi stvaranja Savezne Države Mikronezije. 1986. g. ugovor o Slobodnom udruživanju između Savezne Države Mikronezije i Sjedinjenih Američkih Država je stupio na snagu. Pod ovim ugovorom, Savezne Države Mikronezije postaju potpuno samoupravne, ali je SAD ostao odgovoran za obranu otoka. 1994. godine otočje Palau postalo je neovisna zemlja kao i u slobodnoj zajednici sa SAD. 
Guam, otok u Sjevernom Tihom oceanu, neujedinjeno područje sa SAD-om, najveći i najjužniji od Marijanskih otoka. Dug je 48 km i najviše oko 13 km širok; ukupno područje je 549 km2. Glavni grad Guama je Hagåtña.
Naziv "Mikronezija" prvi je upotrijebio Jules Dumont d'Urville 1831. godine kako bi razlučio regiju od ostatka Oceanije. Prije nastanka ovoga naziva u uporabi je bio termin "Polinezija" kojim su se općenito označavali tihooceanski otoci.
Mikronezija je politički podijeljena između osam teritorija:
- Federalne Države Mikronezije (ponekad jednostavno "Mikronezija" ili alternativno skraćeno na "FDM");
- Republika Maršalovi Otoci;
- Republika Palau;
- Zajednica Sjevernih Marijanskih Otoka;
- Republika Nauru;
- Republika Kiribati;
- Teritorij Guam.
- Teritorij Wake.

Velik dio područja prilično je rano došao pod europsku dominaciju. Španjolci su rano kolonizirali Guam, Sjeverne Marijane i Karolinske otoke (ono što će kasnije postati FDM i Palau). Potpuna europska ekspanzija dogodila se tek u kasnom 19. stoljeću kada su područje međusobno podijelili:
- Sjedinjene Države, koje su uzele Guam i Wake;
- Njemačka, koja je uzela Nauru, Maršalove otoke, Karoline i Sjeverne Marijane; i
- Britansko Carstvo, koje je uzelo Gilbertove otoke (Kiribate).

Nakon Prvog svjetskog rata Njemačkoj su oduzeti njezini tihooceanski otočni teritoriji koji su stavljeni pod mandate Lige naroda. Nauru je stavljen pod australski mandat, dok su ostali njemački teritoriji stavljeni pod mandat Japana. Nakon japanskog poraza u Drugom svjetskom ratu japanski su mandati došli pod UN-ov protektorat kojim su upravljale Sjedinjene Države (Trust Territory of the Pacific Islands). Poslije Drugoga svjetskog rata na atolima Bikini i Eniwetok vršili su se pokusi s nuklearnim oružjem. Danas čitavu Mikroneziju čine nezavisne države (s iznimkama Guama, Sjevernih Marijana i otoka Wake, koji su američki teritoriji).

## Jezici
Jezici različitih domorodačkih naroda svrstavaju se pod austronezijsku jezičnu obitelj. Gotovo svi ti jezici pripadaju oceanijskoj podskupini navedene jezične obitelji. Ipak su u zapadnoj Mikroneziji zabilježene tri iznimke koje pripadaju zapadnoj malajsko-polinezijskoj grupi:
- chamorro na Marijanskim otocima,
- yapski u Federalnim Državama Mikronezije, te
- palauanski na Palauu.

Zapadna malajsko-polinezijska podskupina uključuje prilično malo jezika koji se danas govore na Filipinima, Maleziji i Indoneziji.
Na istočnom rubu Federalnih Država Mikronezije govori se jezicima nukuoro i kapingamarangi koji predstavljaju krajnje zapadni nastavak polinezijskog.

## Više informacija
- Mikronezijska glazba

## Vanjske poveznice
- Karta Mikronezije  Arhivirana inačica izvorne stranice od 12. prosinca 2006. (Wayback Machine)
- Moon Handbooks Micronesia  Arhivirana inačica izvorne stranice od 16. svibnja 2005. (Wayback Machine)
- myMicronesia.com  Arhivirana inačica izvorne stranice od 28. rujna 2008. (Wayback Machine)
- Očuvanje i priroda Mikronezije  Arhivirana inačica izvorne stranice od 7. prosinca 2006. (Wayback Machine)